# Harku kommun
Harku kommun (estniska: Harku vald) är en kommun i landskapet Harjumaa i nordvästra Estland. Den ligger utmed Finska viken, direkt väster om huvudstaden Tallinn. Centralort är småköpingen Tabasalu. 

## Geografi
Kommunens yta utgörs av två från varandra geografiskt åtskilda delar där småköpingen Harku utgör en exklav, belägen cirka 50 meter ifrån den övriga kommunen.

### Karta

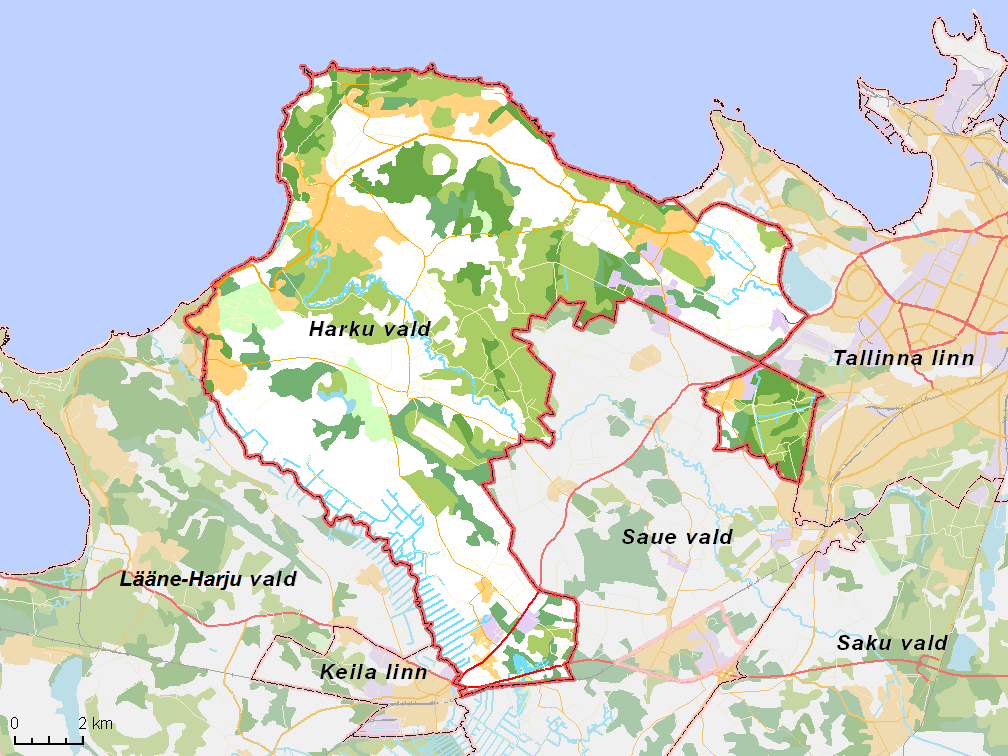
Översiktlig karta över kommunen.

## Orter
I Harku kommun finns två småköpingar och 20 byar.

### Småköpingar
- Harku
- Tabasalu (centralort)

### Byar
- Adra
- Harkujärve
- Humala
- Ilmandu
- Kumna
- Kütke
- Laabi
- Liikva
- Muraste
- Naage
- Rannamõisa
- Suurupi
- Sõrve
- Tiskre
- Tutermaa
- Türisalu
- Vahi
- Vaila
- Viti
- Vääna
- Vääna-Jõesuu